# Föreningen för kvinnans politiska rösträtt i Gällivare-Malmberget
Föreningen för kvinnans politiska rösträtt i Gellivare-Malmberget, även kallad Gellivare-Malmbergetföreningen för kvinnans politiska rösträtt, var Gellivare-Malmbergets lokalförening inom Landsföreningen för kvinnans politiska rösträtt (LKPR). Föreningen var verksam lokalt i Gällivare och Malmberget, bildad 10 januari 1904, och arbetade för införandet av kvinnors rösträtt i Sverige.

## Biografi
Frågan togs upp offentligt i staden första gången under Ann Margret Holmgrens Norrlandsresa år 1903. Hennes föredrag hölls i  arbetarföreningens hus i Malmberget, och liksom i Kiruna och Boden bestod publiken av mest män. Hon skrev vid detta tillfälle: "Jag är så ovan att tala till obildade, att jag hade svårt att riktigt sofra föredraget från allt som endast passade för de bildade. Likaså blef urvalet af citat svårt. Hvad store, kände filosofer menat om saken bry de sig nog inte om. Jag citerade i stället nu lefvande riksdagsmän såsom Lindhagen, Wieselgren O.S.V."
Föreningen grundades 1904. Under de första åren var aktiviteten blygsam. 1906 fanns endast 41 medlemmar, och sammanträde var dåligt besökta, "Mycket torde nog också bero därpå, att många kvinnor inom detta samhälle ej ännu blifvit vakna för kvinnosakens stora vikt och betydelse".

1908 rapporterades följande: 
"Föreningen har under det gångna året hållit 3 föreningsmöten, ett i Gellivare den 17 febr. och 2 i Malmberget, det ena den 5 april och det andra den 27 oktober. Vid det förstnämnda redogjorde föreningens ordförande i korta drag för Gävlemötet. Dessutom beslöts anläggande av rösträttsmärke, dock utan tvång 1 Det första av dessa hade föreningen gemensamt med föreläsningsföreningen. I för medlem att bära detsamma. Det frän folkbildningsförbundet anskaffade vandringsbiblioteket bestämdes att fördelas mellan Gellivare och Malmberget. På mötet i april behandlades frågan om bildande av ett länsförbund, varom förfrågan hade ingått från Luleå-föreningen, och beslöts tillstyrka förslaget. På mötet den 27 oktober diskuterades bland annat frågan, om föreningen vore villig att sända ombud till styrelsemötet i Örebro i januari 1909 och beslöts att föreningen om möjligt skulle låta sig representeras. Den 19 november hölls föredrag i Gellivare av d:r Gulli Petrini över ämnet: “Kvinnans politiska rösträtt“. Lokalpressen har under det gångna året varit vänligt stämd mot föreningen och dess verksamhet.".
Föreningen hade svårt att göra sig gällande och 1916 var den nära att läggas ned.

## Ordförande
- Siri Forssell, 1904–1907
- Anna Hellborn, 1907–1913
- Greta Hjorth, 1913–1915
- Gunhild Forsell, 1915–1917
- Anna Bergqvist, 1917–1919